# Wizard Webpublicatie
In Windows XP is het mogelijk bestanden op internet te publiceren met de wizard Webpublicatie. Door op de knop Mappen rechtsboven in beeld te klikken verschijnt er in plaats van de mappenstructuur, rechts een lijst met mogelijkheden voor een bestand. Door een bestand aan te klikken en vervolgens op Dit bestand op het web publiceren te klikken verschijnt er een wizard, waar eerst nog desgewenst een aantal bestanden aangeklikt kunnen worden die ook op het internet geplaatst moeten worden. Vervolgens kun je kiezen uit een lijst op welke server de bestanden gepubliceerd moeten worden. Standaard staat in deze MSN Groepen, een gratis dienst waar voor 3 MB aan bestanden kan worden gehuisvest. Op internet zijn nog een aantal websites te vinden die vergelijkbare diensten aanbieden als MSN Groepen, maar meer opslagruimte bieden, en ook compatibel zijn met deze wizard. Wanneer je MSN groepen aanklikt, zal er eerst een account aangemaakt moeten worden. Wanneer je al een account hebt of van een andere dienst gebruikmaakt, zal dit proces overgeslagen worden. Mogelijk zul je nu het wachtwoord in moeten voeren. Hierna kun je de map kiezen waar de bestanden ingeplaatst moeten worden. Door op voltooien te klikken worden de bestanden rechtstreeks geüpload naar de server van de betreffende website.

## Compatibele diensten
Slechts een aantal diensten zijn compatibel met de wizard Webpublicatie. Hieronder een lijst met compatibele diensten:
- MSN Groepen (MSN Groups)
- Zoom Album
- Zoom Gallery
- Flickr